# André Vercruysse
André Vercruysse (ur. w XIX wieku - zm. w XX wieku) – belgijski kolarz szosowy, brązowy medalista olimpijski.

## Kariera
Największy sukces w karierze André Vercruysse osiągał w 1920 roku, kiedy w drużynowej jeździe na czas zespół w składzie: Albert Wyckmans, Albert De Bunné, Bernard Janssens i André Vercruysse zdobył brązowy medal podczas igrzysk olimpijskich w Antwerpii. Był to jedyny medal wywalczony przez De Vercruysse'a na międzynarodowej imprezie tej rangi. Na tych samych igrzyskach w rywalizacji indywidualnej zajął piętnastą pozycję. Nigdy nie zdobył medalu na szosowych mistrzostwach świata.